# Édith Cresson
Édith Cresson, geboren als Édith Campion (Boulogne-Billancourt, 27 januari 1934), is een Franse politica. Zij was van 1991 tot 1992 de eerste vrouwelijke premier in Frankrijk. Van 1994 tot 1999 was zij Europees commissaris.

## Achtergrond
Haar vader, Gabriel Campion, was inspecteur bij Financiën. Onder het Vichy-regime werkte hij op de Franse ambassade in Belgrado. Édith Campion is gediplomeerde van de École de Haut Enseignement Commercial pour Jeunes Filles en doctor in de demografie. Zij was gehuwd met Jacques Cresson, directeur bij Peugeot; zij hebben twee dochters.

## Politieke loopbaan
- 1975-1981 : lid van het directiecomité van de Franse Socialistische Partij
- 1977 : burgemeester van Thuré (Vienne)
- 1979 : Europees Parlementslid
- 1981 : volksvertegenwoordiger van de Vienne
- 1981-1983 : minister van Landbouw in de regering-Mauroy
- 1983-1997 : burgemeester van Châtellerault
- 1983-1984 : minister van Buitenlandse handel en toerisme in de regering-Mauroy
- 1984-1986 : minister van Industriële ontwikkeling en buitenlandse handel in de regering-Fabius
- 1988-1990 : minister van Europese zaken in de regering-Rocard
- 1991-1992 : in mei 1991 benoemde Mitterrand haar tot premier ter vervanging van Rocard; in april 1992 nam zij ontslag en werd opgevolgd door Bérégovoy
- 1994-1999 : Europees commissaris voor Wetenschappen
- 1999 : de Commissie-Santer trad af na de onthullingen over financiële onregelmatigheden in de Commissie
- 2006 : op 11 juli 2006 werd Cresson schuldig bevonden aan favoritisme
- 1997-2008 : 'adjoint au maire' van Châtellerault

## Europees ontslag
Na onthullingen door Paul van Buitenen over gunsten die zij verleend had aan persoonlijke vrienden, vroeg in 1999 de Commissie-Santer ontslag aan. Cresson werd op 11 juli 2006 schuldig bevonden aan favoritisme tijdens haar Europese ambtsperiode. Het Europese Hof van Justitie verklaarde dat ze aan haar verplichtingen als Europees commissaris had verzaakt, maar ze kreeg geen sanctie opgelegd.
 Martin Bangemann ·  Ritt Bjerregaard ·  Emma Bonino ·  Leon Brittan ·  Hans van den Broek ·  Édith Cresson ·  João de Deus Pinheiro ·  Franz Fischler ·  Pádraig Flynn ·  Anita Gradin ·  Neil Kinnock ·  Erkki Liikanen ·  Manuel Marín ·  Karel Van Miert ·  Mario Monti ·  Marcelino Oreja ·  Christos Papoutsis ·  Jacques Santer ·  Yves Thibault de Silguy ·  Monika Wulf-Mathies
- Bibliothèque nationale de France: cb118981462 (data)
- Gemeinsame Normdatei: 119231891
- International Standard Name Identifier: 0000 0001 1021 4537
- Library of Congress Control Number: n85148289
- Nationale Bibliotheek van Israël: 987007437887605171
- Nederlandse Thesaurus van Auteursnamen: 115191771
- Parlement.com: vi2jn0ctwhzz
- Système universitaire de documentation: 026805189
- Trove: 1108309
- Virtual International Authority File: 14768188
- WorldCat: E39PBJcGmJv9WJt3Tj6D397vHC